# Stielke, Heinz, fünfzehn…
Stielke, Heinz, fünfzehn … ist eine deutsche Literaturverfilmung der DEFA von Michael Kann aus dem Jahr 1987 nach Motiven des Romans Abenteurer wider Willen des Schriftstellers Wolfgang Kellner.

## Handlung
Der Berliner Heinz Stielke ist ein fünfzehnjähriger fanatischer Hitlerjunge und gerade erst Rottenführer geworden, da stellt sich heraus, dass sein im Krieg als Offizier und Held gefallener Vater jüdische Vorfahren hatte. Wegen dieser jüdischen Abstammung wird Heinz vom Gymnasium geworfen, seine ehemaligen Freunde meiden ihn. Heinz will aber noch nicht einsehen, dass er mit seinem Aussehen eine nichtarische Vergangenheit hat und geht den nächsten Tag zu einem sportlichen Wettkampf in die Schule. Dabei kommt es zur endgültigen und nicht gewaltfreien Beendigung der ehemaligen Freundschaften mit seinen Mitschülern. Auf der Flucht vor den Verfolgern findet er Unterschlupf in einer Gartenanlage bei einem Invaliden. Als dessen Laube von einer Bombe getroffen wird, kommt dieser um und Heinz muss weiter fliehen.
Zu Hause angekommen, stellt er fest, dass seine Mutter bei dem Bombenangriff ums Leben kam und versteckt sich danach in einer Laubenkolonie. Hier wird er von der Polizei aufgegriffen. Der Kommissar hat Mitleid mit dem ehemaligen Rottenführer und schickt ihn zu seinem Bruder in ein katholisches Waisenhaus in Thüringen. Auf der Fahrt wird er von einem SS-Mann gestellt und zur Ausbildung in eine SS-Eliteschule abkommandiert. Er flieht, kommt im Waisenhaus an, doch der SS-Mann holt ihn zurück und steckt ihn in ein Arbeitserziehungslager für Jugendliche. Hier herrschen ein sadistischer Lagerführer und seine Stellvertreterin. Diese nimmt Heinz mit in ihr Bett und er ist für längere Zeit von der harten Arbeit befreit. Sie malt ein Bild von ihm und der Junge denkt, es ist die große Liebe. Als ein neuer junger Mann in das Lager eingewiesen wird, ist die Lagerführerin nicht mehr an ihm interessiert und lässt ihn fallen. Ohne ihre Unterstützung wird er nun von seinen Mitgefangenen verprügelt.
Heinz flieht wieder und ist jetzt auf dem Weg in ein Arbeitsdienstlager. Dabei lernt er das Mädchen Gabi und dessen Großvater kennen, möchte bei ihnen bleiben. Im Lager angekommen, werden die jungen Menschen für das letzte Kriegsaufgebot ausgebildet, da die Engländer schon in der Nähe sind. Die SS kommt in das Gebiet und nimmt mehrere kapitulationswillige Bauern fest, um sie wegen des Aufhängens von weißen Tüchern durch den Strang hinzurichten. Heinz feuert eine Panzerfaust in die zur Schreibstube umgewidmete Bauernstube, in welcher der SS-Führer das Todesurteil diktiert. Durch die anschließende Schießerei mit der SS können die festgenommenen Bauern befreit werden. Nach einer kurzen Gefangenschaft bei den Engländern geht er zu Gabi zurück.

## Produktion und Veröffentlichung
Stielke, Heinz, fünfzehn … wurde unter dem Arbeitstitel Stielke, ein deutscher Junge vom DEFA-Studio für Spielfilme Potsdam-Babelsberg, Gruppe „Johannisthal“, auf ORWO-Color produziert. Drehorte waren 1986 zum größten Teil in Berlin (u. a. die Parochialkirche) sowie in Potsdam und Umgebung (u. a. die Burg Eisenhardt in Bad Belzig). 
Für die Dramaturgie war Andreas Scheinert zuständig, das Szenarium stammt von Manfred Schmidt. 
Der Film startete am 12. Februar 1987 im Berliner Kino Colosseum mit 15 Vorführkopien für die DDR und hatte ca. 370.000 meist jugendliche Kinobesucher.

## Kritik
Georg Antosch fand in der Tageszeitung Die Union, dass in dieser Story sehr viel Phantasie waltet, schwer zumutbar für alle die, denen die braunen Jahre das Massenschicksal der betrogenen Generation auferlegte.
Klaus Baschleben schrieb in der Neuen Zeit, dass die Figur des Heinz unter der Diskrepanz zwischen der abenteuerlich dargebotenen äußeren Ereigniskette und der mangelnden Widerspiegelung der von einem Extrem ins andere gerissenen inneren Erlebniswelt leidet.
In der Berliner Zeitung kommt Günter Sobe zu dem Schluss, dass „einige der Stationsschilderungen […] peinlich pubertär“ geraten. „So findet sich Stielke in einer okkulten Erziehungsanstalt wieder, die von einer natürlich attraktiven, nymphomanen Nazisse beherrscht wird, welche ihre Zöglinge in weihevoll sado-sexuelle Spielerchen einführt.“
Während die Tageszeitungen den Film fast gleichlautend verrissen hatten (Neues Deutschland, Junge Welt, Zeitungen der SED-Bezirksleitungen), gab es auch andere Kritiken: „Die Psychologie des Faschismus tritt (...) ins Blickfeld“, „Stielke (...) kann Charaktere bilden helfen, die wir brauchen; Menschen formen, die sich einmischen in die Kämpfe um Humanität...“.